# Teodósio Mar Thoma
Teodósio Mar Thoma XXII (em malaiala: തിയോഡോഷ്യസ് മാർത്തോമ, translit.: tiyēāḍēāṣyas mārttēāma, 19 de fevereiro de 1949, Coulão, Domínio da Índia)  é o Metropolita Mar Thoma  e o Primaz da Igreja Síria de Mar Thoma. Teodósio Mar Thoma ocupa atualmente o Trono Apostólico de São Tomás e é também o primeiro Metropolita Mar Thoma a nascer na Índia pós-independência.